# 龍山寺 (株洲市)
龍山寺（りゅうざんじ）は、中華人民共和国湖南省株洲市荷塘区にある仏教寺院。現寺は2003年の所建である。

## 歴史
龍山寺は梁の武帝の時（464年–549年）に建立された。
明代の万暦（1573年–1620年）は寺院を重修した。
清代同治11年（1881年）は寺院を重修した。
2003年、龍山寺は資金を集めて再建した。

## 伽藍
山門、天王殿、大雄宝殿、鐘楼、鼓楼、観音殿、法堂、齋堂、禅堂、僧房。